# Henry Gasquet
 (novembre 2019).
Si vous disposez d'ouvrages ou d'articles de référence ou si vous connaissez des sites web de qualité traitant du thème abordé ici, merci de compléter l'article en donnant les références utiles à sa vérifiabilité et en les liant à la section « Notes et références ».
Pour les articles homonymes, voir Gasquet.
Henry Gasquet, né à Clermont-Ferrand le 5 septembre 1885 et mort à Neuilly-sur-Seine le 24 mars 1952, est un administrateur et homme politique français. Il fut chef de cabinet du ministre des Pensions puis du ministre des Travaux publics.

## Biographie

### Jeunesse et études
Jean Emmanuel Henri Gasquet est le fils de l'historien et maire de Clermont-Ferrand, Amédée Gasquet. Après l'obtention de son baccalauréat, il étudie à l'École libre des sciences politiques, dont il est lauréat. Il est également licencié ès-lettres et doctorat en droit. 

### Parcours professionnel
Il entre comme auditeur en 1910 au Conseil d'État et devient maître des requêtes en 1923. Il est administrateur militaire de la vallée de Thann puis commissaire de la République en Alsace après l'armistice mettant fin aux combats de la guerre 1914-1918.
Il devient ensuite préfet du Haut-Rhin en 1919 jusqu'à 1920.
Il est chef de cabinet d'Alexandre Millerand, président du Conseil, de septembre 1920 à juin 1924. Il est ensuite chef de cabinet du ministre des Pensions puis du Ministre des travaux publics jusqu'en 1929.
De 1931 à sa mort en 1952, il est au service du groupe Empain comme secrétaire général, puis administrateur et président de différentes sociétés du groupe.
Il a été vice-président, puis président du Touring-Club de France de 1936 à sa mort et a été l'un des initiateurs du Zoo de Vincennes en tant que secrétaire général adjoint de l'Exposition coloniale de 1931.

## Décorations
- Officier de la Légion d'honneur (1926) ; 
  - chevalier en 1919
- Croix de guerre 1914–1918 (1918)
- Commandeur de l'ordre du Mérite touristique (1951)[1]
- Commandeur du Ouissam alaouite (1920)
- Grand officier de l'ordre du Nichan Iftikhar (1920)